# Arnaldo Mochetti
Arnaldo Mochetti (Roma, 7 novembre 1911 – Roma, 25 ottobre 1955) è stato un attore italiano.

## Biografia
È stato un attore caratterista o di secondo piano negli anni quaranta e cinquanta passando dal genere comico a quello drammatico.
Organizzatore e allestitore per conto di varie case di produzione, si occupava di vari movimenti all'interno di film, con grandi masse di comparse per scene di guerra o combattimenti.
Lavora con diversi registi dell'epoca come Carlo Ludovico Bragaglia, Duilio Coletti e Riccardo Freda e affianca attori come Totò, Nino Taranto, Renato Rascel e Alberto Sordi.
Nel 1953 interpreta la parte del "tunisino" nel film Perdonami! di Mario Costa con Raf Vallone.

## Filmografia
- L'arcidiavolo, regia di Tony Frenguelli (1940)
- La fiamma che non si spegne, regia di Vittorio Cottafavi (1949)
- Margherita da Cortona, regia di Mario Bonnard (1950)
- Le sei mogli di Barbablù, regia di Carlo Ludovico Bragaglia (1950)
- Perdonami!, regia di Mario Costa (1953)
- È arrivato l'accordatore, regia di Duilio Coletti (1953)